# Doug Block
Doug Block (nascut el 1953 a Port Washington (Nova York)) és un cineasta documentalista estatunidenc. Ell és conegut pel seu treball als documentals 112 Weddings, 51 Birch Street, Home Page, The Kids Grow Up i més.

## Vida i carrera
Doug va néixer a Port Washington (Nova York) i es va graduar a la Universitat de Cornell.
La pel·lícula documental de debut de Doug The Heck with Hollywood!, protagonitzada per Gerry Cook i Jennifer Fox, es va projectar a l'American Film Institute i més festivals. L'agost de 1999 va fundar (i actualment n'és co-conductor) The D-Word, una comunitat en línia per a professionals del documental a tot el món. La seva segona pel·lícula documental, Home Page, nominada al Gran Premi del Jurat al Festival de Cinema de Sundance.
El 2005, el seu documental, 51 Birch Street, va ser nomenat una de les 10 millors pel·lícules de l'any pel New York Times. El 2010 el seu documental, The Kids Grow Up, va rebre una menció especial del jurat als Silverdocs.
Actualment, Doug està treballant en un nou documental, Betty & Henri, que es basa en una carta d'amor incrustada a la guia que s'havia endut en un viatge d'aniversari a París.

## Filmografia
- 112 Weddings (2014) (Director, Productor, director de fotografia)
- The Children Next Door (2013) (Director, director de fotografia)
- Resurrect Dead: The Mystery of the Toynbee Tiles (2011) (Productor executiu)
- The Kids Grow Up (2010) (Director, Productor, director de fotografia)
- The Edge of Dreaming (2009) (Productor)
- Orgasm Inc. (2009) (Productor consultiu)
- A Walk Into the Sea: Danny Williams and the Warhol Factory (2007) (Productor)
- 51 Birch Street (2005) (Director, Productor, director de fotografia)
- Paternal Instinct (2004) (co-productor)
- Love and Diane (2002) (Productor consultor, director de fotografia)
- Home Page (1998) (Director, Productor, director de fotografia)
- A Perfect Candidate (1996) (director de fotografia)
- Jupiter's Wife de Michel Negroponte (1995) (co-productor)
- Silverlake Life: The View from Here (1993) (co-productor)
- The Heck with Hollywood! (1991) (Director, Productor, director de fotografia)